# Hühnermarkt
De Hühnermarkt is een plein in de Altstadt van Frankfurt am Main en ligt tussen de dom en de Römerberg. De markt werd tijdens de luchtaanvallen op de stad tijdens de Tweede Wereldoorlog verwoest. De restanten van de gebouwen werden afgebroken en met de bouw van het Technische Rathaus in 1974 was de hele markt overbouwd en enkel nog maar een herinnering. Door het Dom-Römer-Projekt werd een deel van de verwoeste Altstadt in zijn oude glorie hersteld tussen 2014 en 2018, waaronder ook de Hühnermarkt en enkele belangrijke oude herenhuizen. 

## Geschiedenis
De markt bestond al in de veertiende eeuw. Na de verwoesting verdween de markt, wat op veel tegenstand in de stad stuitte. De lelijke mastodont die gebouwd werd verdween op zijn beurt in 2012 waarop de Hühnermarkt terugkwam. De markt ligt langs de alte Markt en was onderdeel van de Kronungsweg, de weg waarover de keizers van het Heilige Roomse Rijk gingen alvorens ze gekroond werden. Acht van de elf huizen werden gereconstrueerd aan de zuid-, west- en noordkant. De huizen aan de oostkant en het hoekhuis aan de noordoostelijke kant zijn nieuwe huizen, evenzeer in historische stijl. De Stoltze-Brunnen, die de oorlog overleefd hadden en van 1981 tot 2016 op de Friedrich-Stoltze-Platz pronkten werden terug op hun oorspronkelijke plaats op de Hühnermarkt gezet.

## Galerij

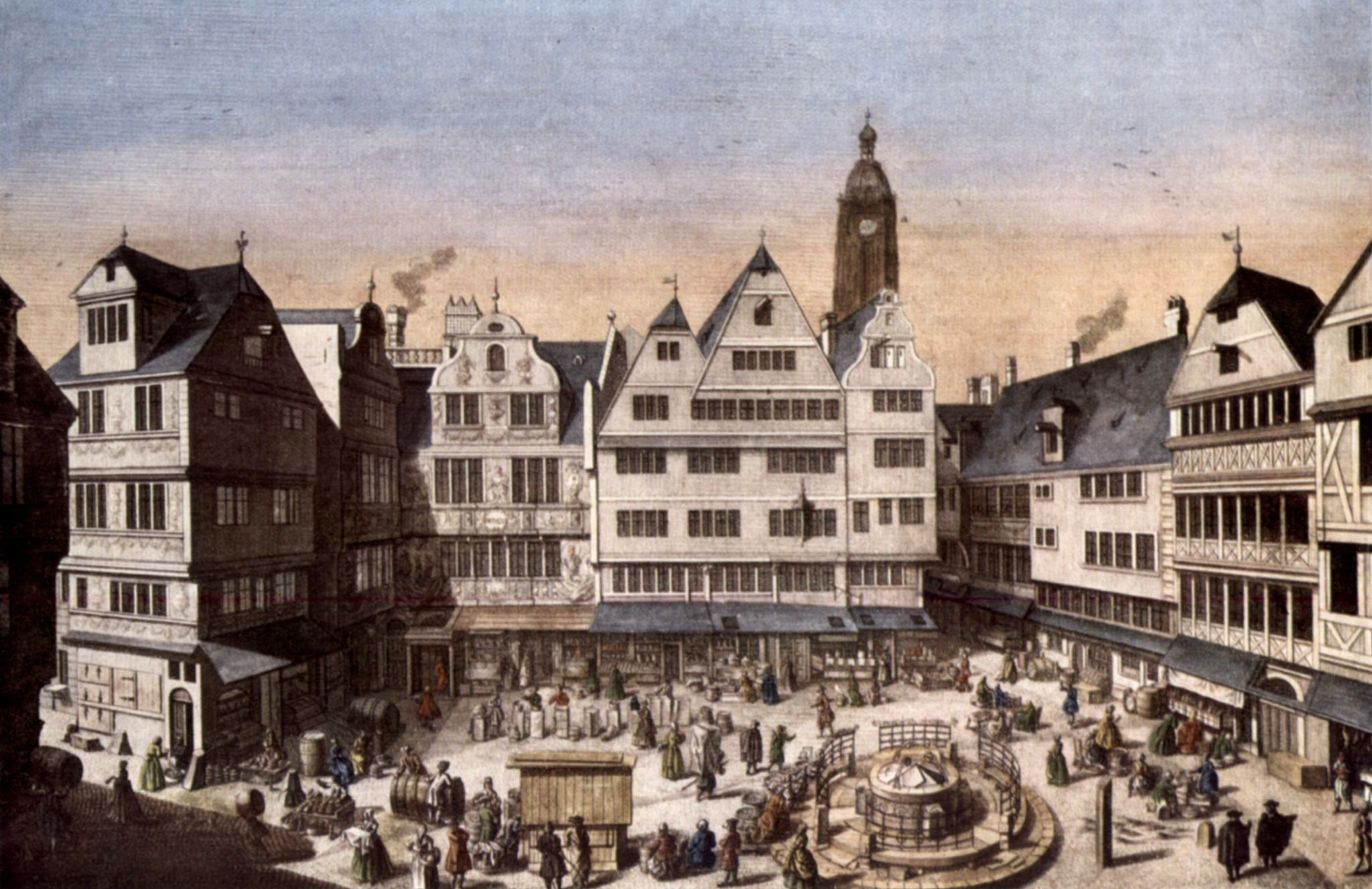
Hühnermarkt in 1738
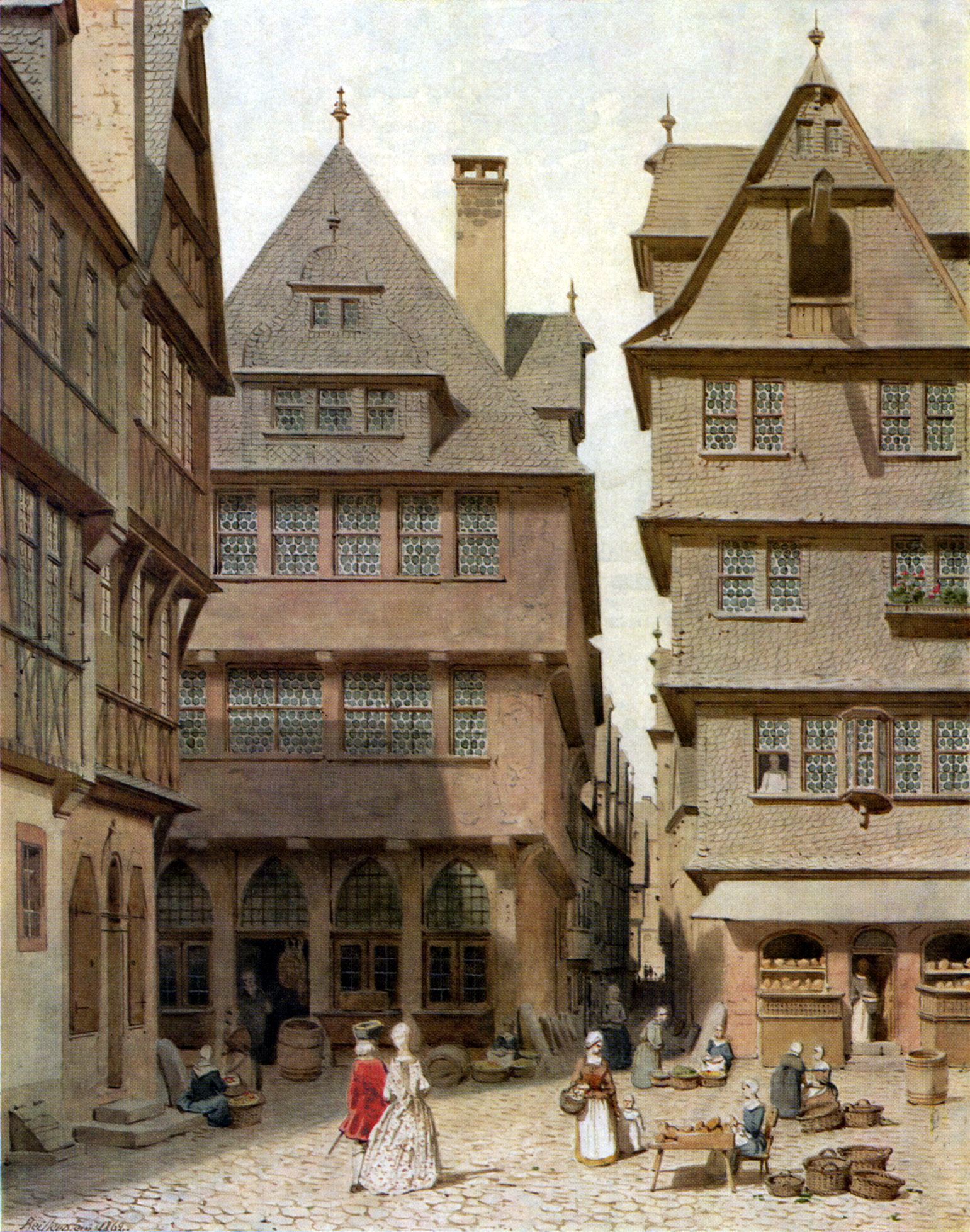
Aquarel van Haus zum Esslinger uit 1869
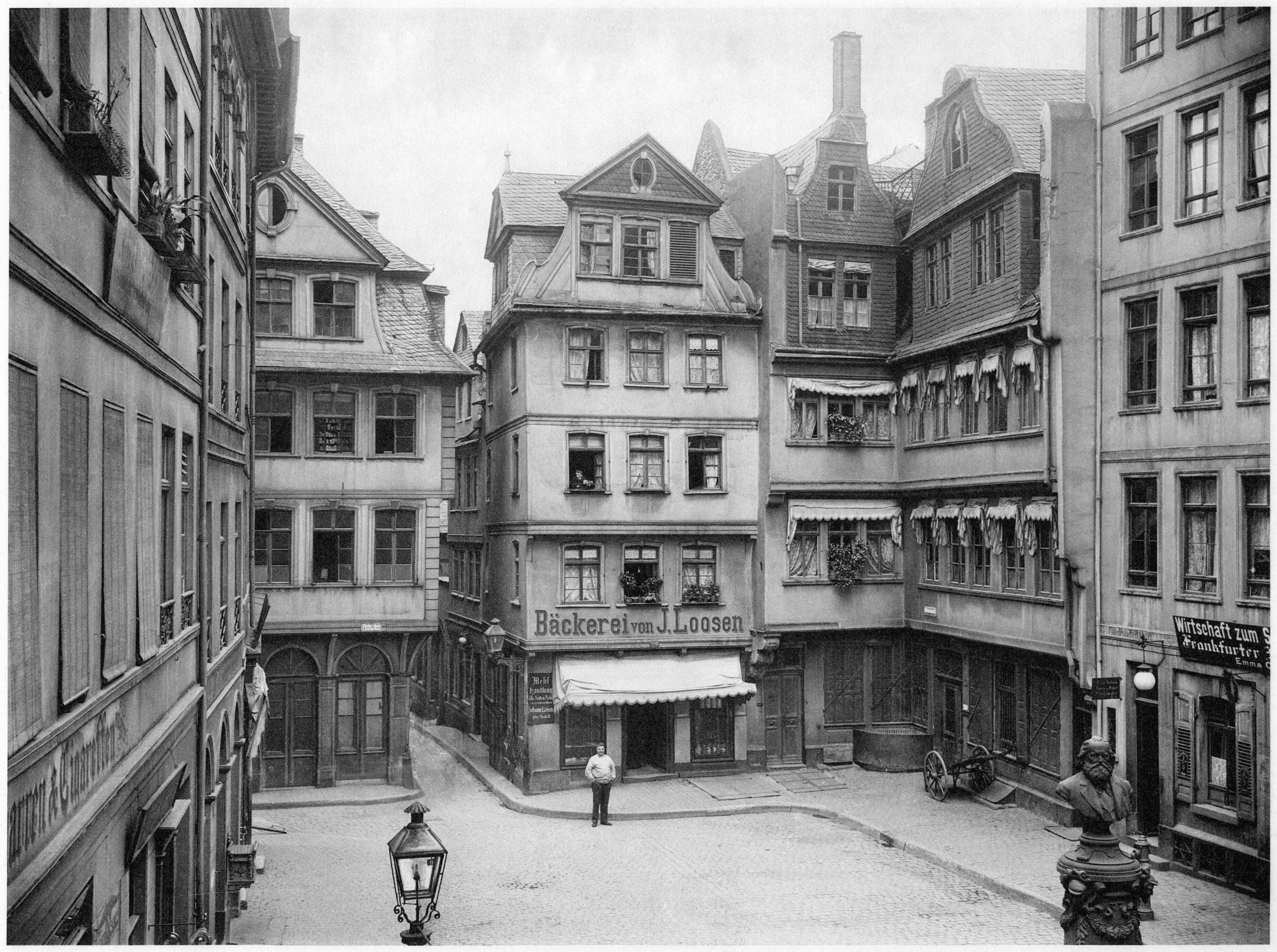
Hühnermarkt in 1904
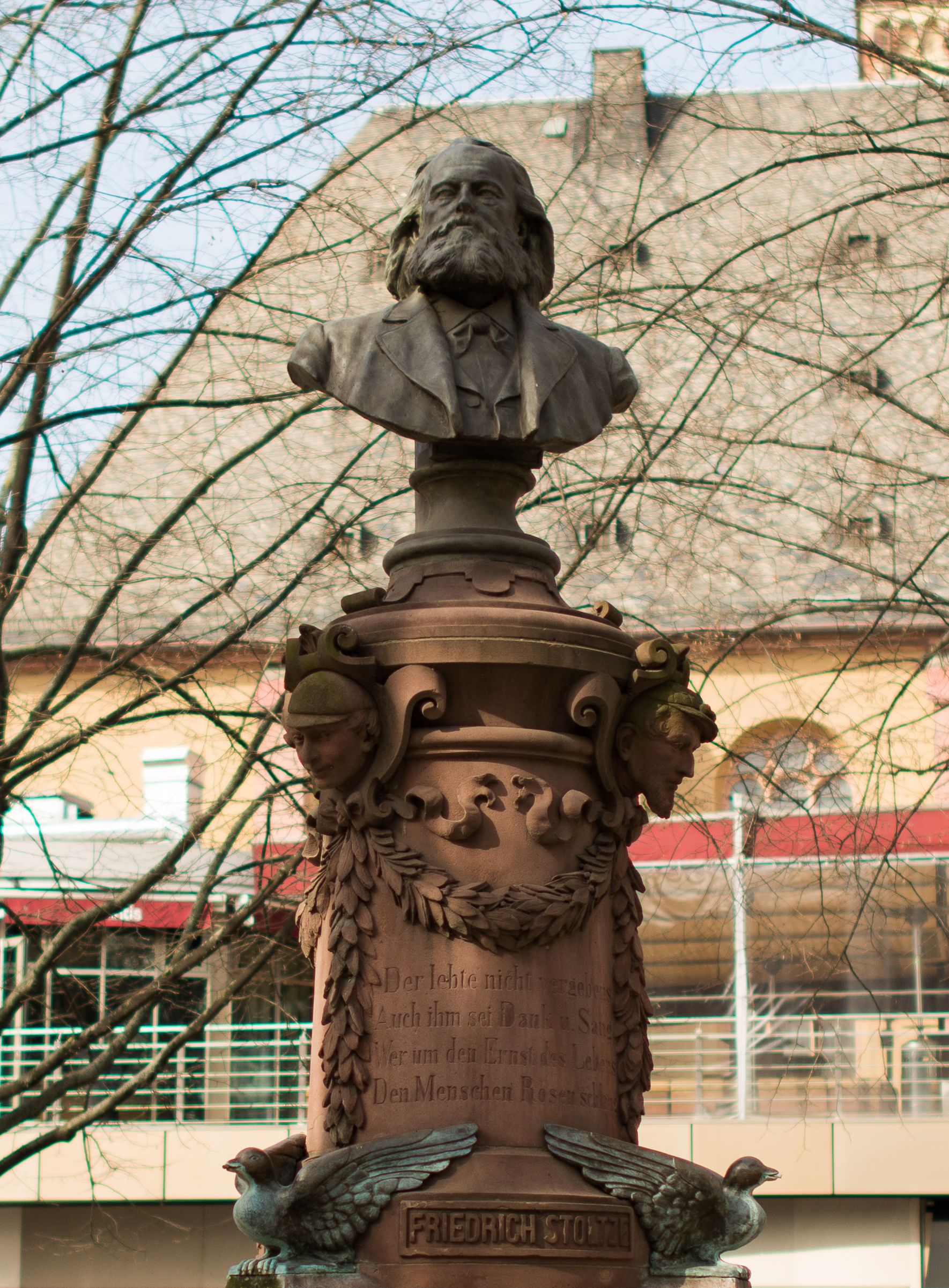
Stoltze-Denkmal
Noord- en westzijde